# Kalinga-Spitzmausratte

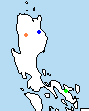
Verbreitungsgebiet der Spitzmausratten – orange Punkt für Soricomys kalinga

Die Kalinga-Spitzmausratte (Soricomys kalinga) ist ein Nagetier aus der Unterfamilie der Altweltmäuse, das auf Luzon vorkommt.

## Merkmale
Die Kalinga-Spitzmausratte erreicht eine Gesamtlänge von 182 bis 206 mm, eine Schwanzlänge von 85 bis 101 mm sowie ein Gewicht von 22 bis 31 g. Sie hat 23 bis 25 mm lange Hinterfüße und 13 bis 15 mm lange Ohren. Das rotbraune bis dunkelbraune Fell ist auf der Unterseite etwas heller. Auf der dunklen Haut der Ohren und des Schwanzes sind die wenigen Haare fast nicht erkennbar. Weibchen besitzen zwei Paar Zitzen im Leistenbereich.

## Vorkommen und Lebensweise
Die Kalinga-Spitzmausratte lebt endemisch in den zentralen Gebirgen der philippinischen Insel Luzon. Sie hält sich in Regionen zwischen 1.500 und 2.700 Meter Höhe auf. Im Verbreitungsgebiet gibt es ursprüngliche Bergwälder, Feuchtwälder und Sekundärbewuchs.
Die Tiere erinnern auch in der Lebensweise an Spitzmäuse. Sie sind tagaktiv und suchen in der Laubschicht nach Erdwürmern und anderen wirbellosen Tieren.
Für den Bestand sind keine Gefahren bekannt. Die IUCN listet die Kalinga-Spitzmausratte als nicht gefährdet (Least Concern).

## Taxonomie
Die Art wurde 2006 durch Danilo S. Balete, Eric A. Rickart und Lawrence R. Heaney erstbeschrieben, die im gleichen Jahr durch die gleichen Bearbeiter beschriebene Archboldomys kalinga gilt heute als Synonym.

## Belege
1. ↑  Heaney et al.: Archboldomys kalinga. In: Synopsis of Philippine Mammals. The Field Museum, Chicago, 2010, abgerufen am 12. Januar 2018 (englisch).
2. 1 2 3 4  Soricomys kalinga in der Roten Liste gefährdeter Arten der IUCN 2017. Eingestellt von: Balete, D.S. & Heaney, L., 2017. Abgerufen am 12. Januar 2018.